# Сайнс арт
Сайнс арт (від англ. science — наука, art — мистецтво) — напрям медіамистецтва закладений основними технологічними трендами XXI століття — робототехнікою, нанотехнологіями та генною інженерією.

## Передумови виникнення
Поява в культурному просторі сайєнс-арту стала наслідком надмірності і радикалізації технологічного і наукового процесу в XXI столітті. Сайєнс-арт ґрунтується на науковій основі, далекій від просторово-технічного оточення сучасної людини, внаслідок чого викликає навколо себе чи не найбільше дискусій. Цей напрям медіамистецтва закладений основними технологічними трендами XXI століття — робототехнікою, нанотехнологіями та генною інженерією. Мистецтво, що народилось в нових умовах постбіологічного розвитку науки, проблематизує традиційно укладені питання життя і смерті, норми і відхилення, технічного об'єкту і біологічної істоти. Проте основною тематикою мистецтва нової епохи є штучне життя, створене в наукових лабораторіях. Тому головний жанр — це технічна документація — плани, креслення, відеоматеріали, які стають запорукою «життя» істоти, що становить новітній науковий проект. Якщо раніше технології допомагали людині пристосуватись до навколишнього природного середовища, змінюючи його в потрібному напрямку, то тепер вони направлені безпосередньо на саму людину, на подолання її власних меж шляхом трансформації всіх тілесних якостей аби позбутися залежності від неконтрольованих факторів — простору і часу. Кінцевою метою маніпуляцій і модифікацій природи є радикальна зміна навколишнього середовища і радикальна модифікація самої людини, створення істоти нового типу. Технології подібного втручання розробляються широким діапазоном наукових дисциплін — генетики, синтетичної біології, цілого спектру медичних наук, фізики і нанотехнологій, де зміни проводяться в самій основі, на молекулярному рівні.

## Художня практика
Твори сайнс арту безпосередньо рефлексують над методами і технічними прийомами новітніх технологій. Найбільший інтерес в роботах представляють художні стратегії, мета яких полягає в переході від стурбованості інтерпретаційними практиками до прямої операційної діяльності, де технологія безпосередньо пов'язана з кінцевим цільовим станом організму. Засобом створення таких проектів є жива чи життєподібна матерія, яку розробляють і використовують спеціалісти у галузі високих технологіях. Художні проекти сайєнс-арту створюються за допомогою експериментальних інформаційних і біомедичних технологій.
Роботи техно-біо-художників — це ускладнені уявлення про життя. Вони створюються, як правило, в лабораторіях в співпраці з науково-дослідницькими центрами. Ці проекти являють глядачу новий тип штучно організованого часу, який поєднує в собі знаки існування як живого організму, так і технічно відтвореного виробу, які супроводжуються технічною документацією, що, власне, і затверджує існування тієї чи іншої істоти, незалежно від того яким чином вона з'явилась.

## Культурне значення
Сьогодні технобіологічне мистецтво — це простір апробації різноманітних інновацій в галузях штучного життя, робототехніки та генної інженерії, який пробуджує в глядача розуміння мови високих технологій. Всі твори сучасного технологічного мистецтва покликані модифікувати людську свідомість розширивши її далі культурних умовностей і особистісних прагнень. Нові технології генерують інформацію, і, відповідно, нові моделі і парадигми, які раніше були неприйнятними чи неосяжними лише одним уявленням. Загальний ефект дії технологій виражається у визнанні тіла тією моделлю існування, яка робить неможливим повернення попередніх уявлень про тілесність. Тому сучасне суспільство, захоплене новими технологіями, і схильне бачити ти в них своє спасіння, адже вони змінюють чуттєві пропорції послідовно і без супротиву. Але поки тільки художник здатний зустрітись з ними обличчям до обличчя, адже саме він, як ніхто, усвідомлює стрімку зміну чуттєвого сприйняття.

## Основні представники сайнс арту
- Пола Гаетано Ади (Аргентина)
- Ансамбль критичного мистецтва (США)
- Джеймс Аугер і Джимму Луазо (Велика Британія)
- Брендон Балленже (США)
- Лаура Белофф (Фінляндія)
- Група 'BioKino': Таня Висосевич і Гай Бен-Арі (Австралія)
- Девид Боуен (США)
- Наташа Віта-Мор (США)
- Білл Ворн, Емма Хоус и Джонатан Вільнев (Канада)
- Джордж Гессерт (США)
- Кен Голдберг (США)
- Іза Гордон (США)
- Поль Граньон (Франція)
- Ендрю Грейсі (Велика Британія)
- Тегні Дафф (Канада)
- Луї-Філіпп Демерс (Канада)
- Марта-де Менезес (Португалія)
- Ервін Дріссенс и Марія Ферстаппен (Нідерланди)
- Джо Девіс (США)
- Адам Зарецкі (США)
- Флоріс Кайк (Нідерланди)
- Карлос Корпа і Анна Гарсія-Серрано (Іспанія)
- Леонел Моура (Португалія)
- Орлан (Франція)
- Арт-студія 'Plancton': Мауро Аннунціато і Пьеро Пьеруччі (Італія)
- Джулія Редіка (США)
- Ніколас Рівз (Канада)
- Кен Рінальдо (США)
- Кетлін Роджерс (Велика Британія)
- Марсель лі Антунес Рока (Іспанія)
- Група 'SymbioticA' (Австралія)
- Стеларк (Австралія)
- Пол Томас (Австралія)
- Джулія Фрімен (Велика Британія)
- Матіуш Херчка (Швеція)
- Адріан Девід Чеок (Сінгапур)
- Артур Ельсенаар і Ремко Скха (Нідерланди)